# Decretos de Nueva Planta

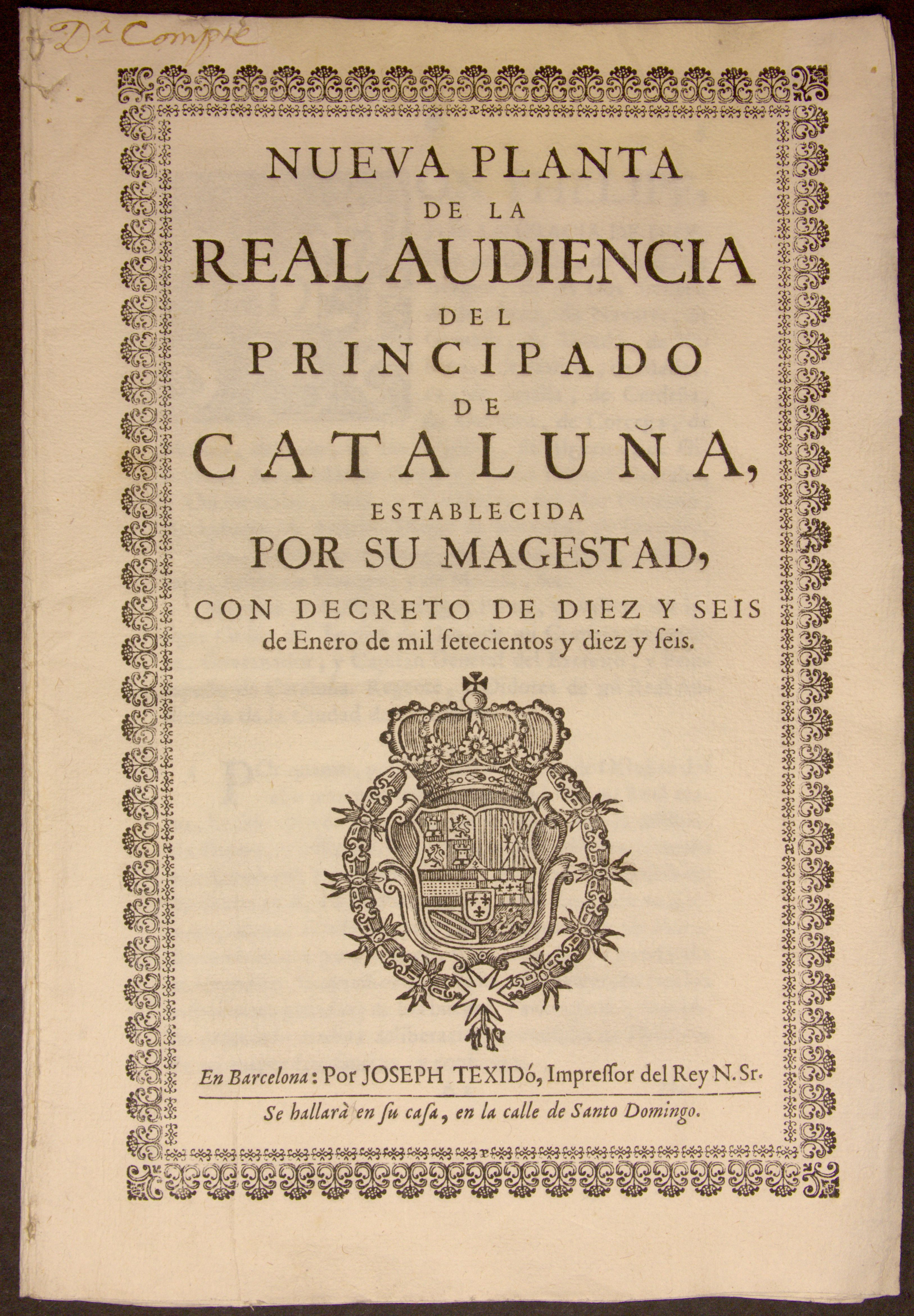
Portada del Decreto de Nueva Planta de Cataluña

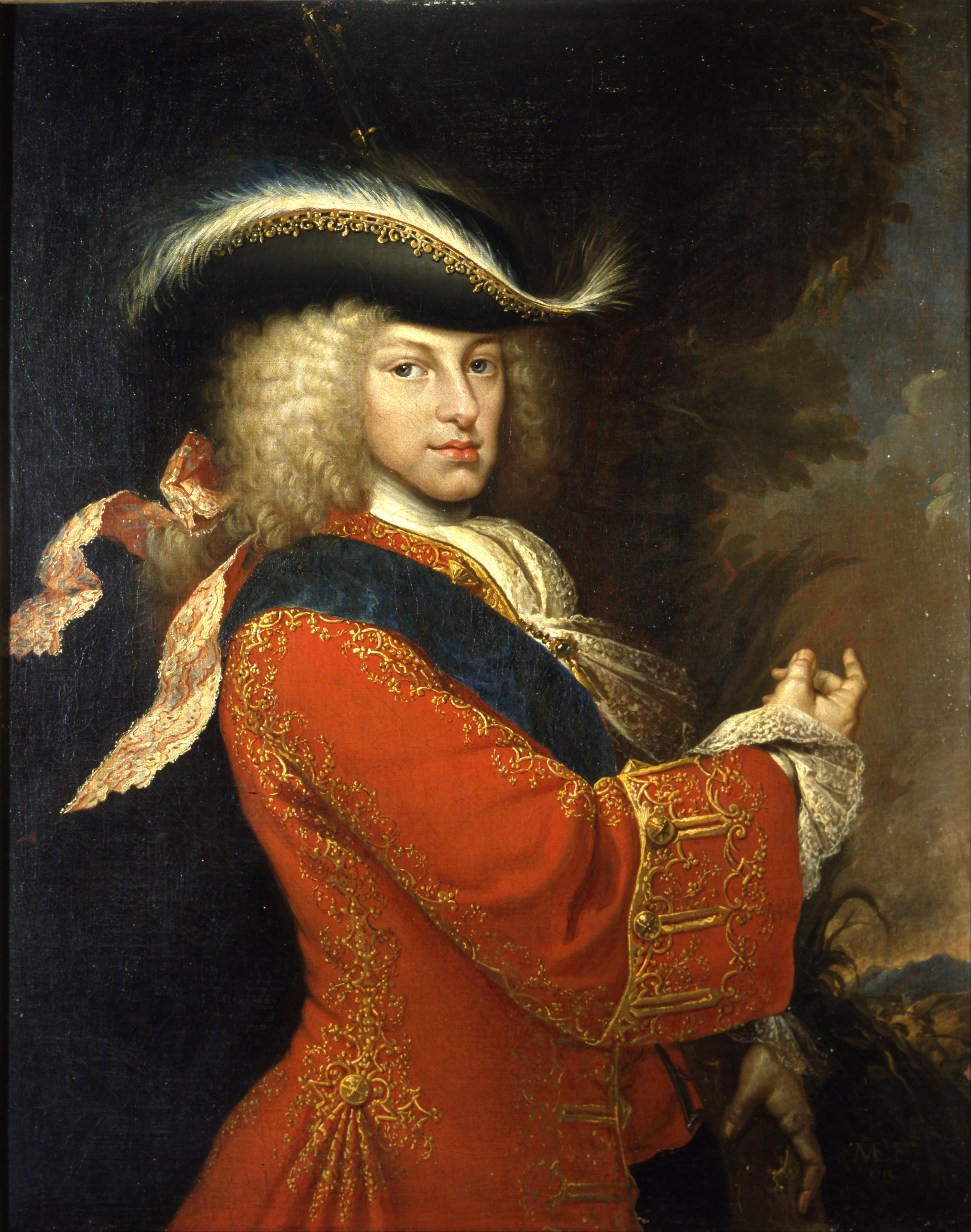
Felipe V

Los Decretos de Nueva Planta son un conjunto de decretos promulgados entre 1707 y 1716 por el rey Felipe V, vencedor de la guerra de sucesión española (1701-1715), por los cuales quedaron abolidas las leyes e instituciones propias del Reino de Valencia y del Reino de Aragón el 29 de junio de 1707, del Reino de Mallorca el 28 de noviembre de 1715 y del Principado de Cataluña el 16 de enero de 1716, todos ellos integrantes de la Corona de Aragón que se habían decantado por el archiduque Carlos (1685-1740), poniendo fin así a la estructura compuesta de la Monarquía Hispánica de los Austrias. Estos decretos también fueron aplicados a la organización jurídica y administrativa de la Corona de Castilla. Formalmente, los decretos eran una serie de reales cédulas por las que se establecía la «nueva planta» de las reales audiencias de los territorios de la Corona de Aragón y de Castilla.

## La gestación de la Nueva Planta borbónica

### La monarquía compuesta de los Austrias y el fracaso de la reforma de Olivares
La monarquía sobre la que iba a reinar Felipe V en España era bastante diferente a la monarquía de Francia de la que procedía. Esta, durante el reinado de Luis XIV, había alcanzado un grado de unidad muy superior al del resto de las monarquías compuestas europeas, gracias, según John H. Elliott, a una hábil política de patronazgo sobre las élites de las «provincias» y a la adopción de una política de "afrancesamiento" político y cultural, aunque con resultados diversos. Como escribió Luis XIV en sus memorias: «Con el fin de afianzar mis conquistas con una unión más estrecha a mis territorios ya existentes intenté establecer en ellas las costumbres francesas». Todo ello había redundado en el fortalecimiento del poder absoluto del rey.
En 1700 la monarquía hispánica de los Austrias, que Joseph Pérez denomina la monarquía católica, continuaba siendo un conglomerado dinástico de diversos «Reinos, Estados y Señoríos» unidos según la fórmula aeque principaliter, bajo la cual los reinos constituyentes continuaban después de su unión siendo tratados como entidades distintas, de modo que conservaban sus propias leyes, fueros y privilegios. «Los reinos se han de regir, y gobernar» —escribía Solórzano en el siglo XVII—, «como si el rey que los tiene juntos, lo fuera solamente de cada uno de ellos [...] En todos estos territorios se esperaba que el rey, y de hecho se le imponía como obligación, mantuviese el estatus e identidad distintivos de cada uno de ellos».
La consecuencia de todo ello era que el rey católico no tenía los mismos poderes en sus Estados. Así, mientras en la Corona de Castilla gozaba de una amplia libertad de acción debido a la debilidad de las Cortes de Castilla tras la derrota de la revuelta de las Comunidades de Castilla en la tercera década del siglo XVI, en los estados de la Corona de Aragón —y en Portugal cuando estuvo unido a la Corona entre 1580 y 1668— su autoridad estaba considerablemente limitada por las leyes e instituciones de cada uno de ellos. Esto explica que Castilla soportara la mayor carga de los gastos de la monarquía, pero que también gozara del beneficio de constituir el núcleo central de la misma —por ejemplo, la inmensa mayoría de los cargos eran ocupados por la nobleza castellana y por juristas castellanos— y que quedara adscrita a su Corona el Imperio de las Indias.

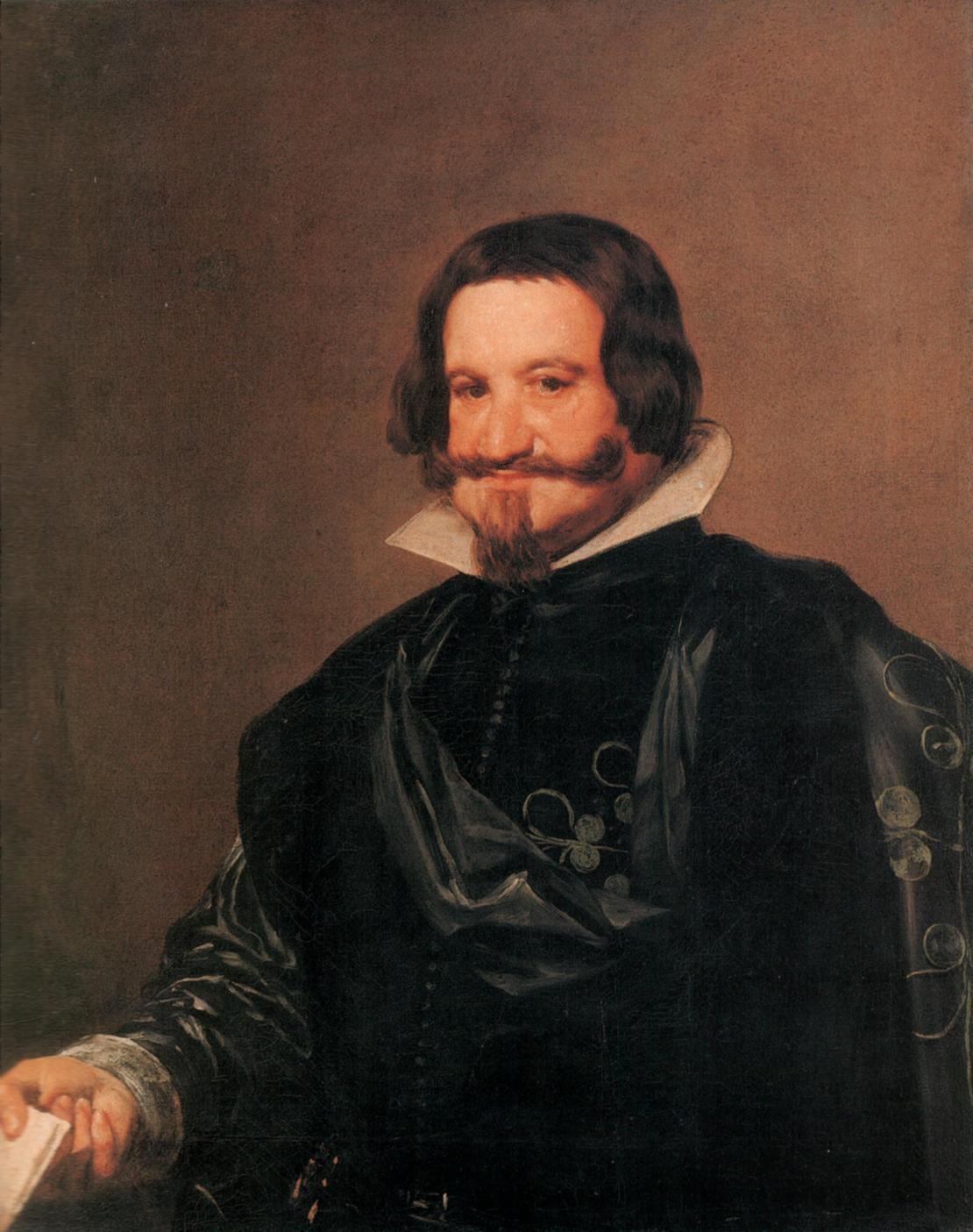
Retrato del conde-duque de Olivares pintado por Velázquez en 1635

A principios del siglo XVII, la situación de Castilla —de donde hasta entonces habían salido los hombres y los impuestos que necesitaron Carlos I y Felipe II para su política hegemónica en Europa— ya no era la misma que la del siglo anterior —como ha señalado Joseph Pérez, Castilla «se hallaba exhausta, arruinada, agobiada después de un siglo de guerras casi continuas»— lo que junto con la caída de las remesas de metales preciosos de las Indias provocó la crisis de la Hacienda real, que se acentuó cuando comenzó la guerra de los Treinta Años (1618-1648).
En este contexto se sitúa el proyecto del conde-duque de Olivares, valido de Felipe IV de España, de lograr una mayor unidad de la monarquía que quedó resumido en su aforismo Multa regna, sed una lex, «Muchos reinos, pero una ley», que evidentemente se refería a la de Castilla. Esto implicaba la modificación del modelo político de monarquía compuesta de los Austrias en el sentido de uniformizar las leyes e instituciones de sus reinos y conseguir de esta forma que la autoridad del rey saliera reforzada al alcanzar el mismo poder que tenía en Castilla. Este proyecto fue plasmado en el famoso memorial secreto preparado por Olivares para Felipe IV, fechado el 25 de diciembre de 1624, cuyo párrafo clave decía:

Tenga Vuestra Majestad por el negocio más importante de su Monarquía, el hacerse Rey de España: quiero decir, Señor, que no se contente Vuestra Majestad con ser Rey de Portugal, de Aragón, de Valencia, Conde de Barcelona, sino que trabaje y piense, con consejo mudado y secreto, por reducir estas reinos de que se compone España al estilo y leyes de Castilla, sin ninguna diferencia, que si Vuestra Majestad lo alcanza será el Príncipe más poderoso del mundo.

Como llevar a cabo ese proyecto llevaría mucho tiempo y las necesidades de dinero y de hombres para la guerra eran acuciantes, Olivares presentó al año siguiente una propuesta menos ambiciosa pero igualmente innovadora que llamó la Unión de Armas. Se trataba de que todos los "Reinos, Estados y Señoríos" de la Monarquía contribuirían en proporción a su población y a su riqueza a la formación de un ejército de reserva de 140 000 hombres. El proyecto fue aprobado, aunque sin entusiasmo y rebajado, por las Cortes del Reino de Valencia y las Cortes del reino de Aragón, no así por las Cortes catalanas que no llegaron a concluirse en dos ocasiones, 1626 y 1632. Finalmente la sublevación de Cataluña y la de Portugal en 1640 acabaron con el proyecto de la Unión de Armas y Felipe IV apartó del poder a Olivares tres años después. Desde entonces no se volvió a hablar más de "unificar" la Monarquía sobre todo tras el duro golpe que supuso para los Austrias reconocer la independencia de Portugal en 1668.

### El testamento de Carlos II y la guerra de sucesión española

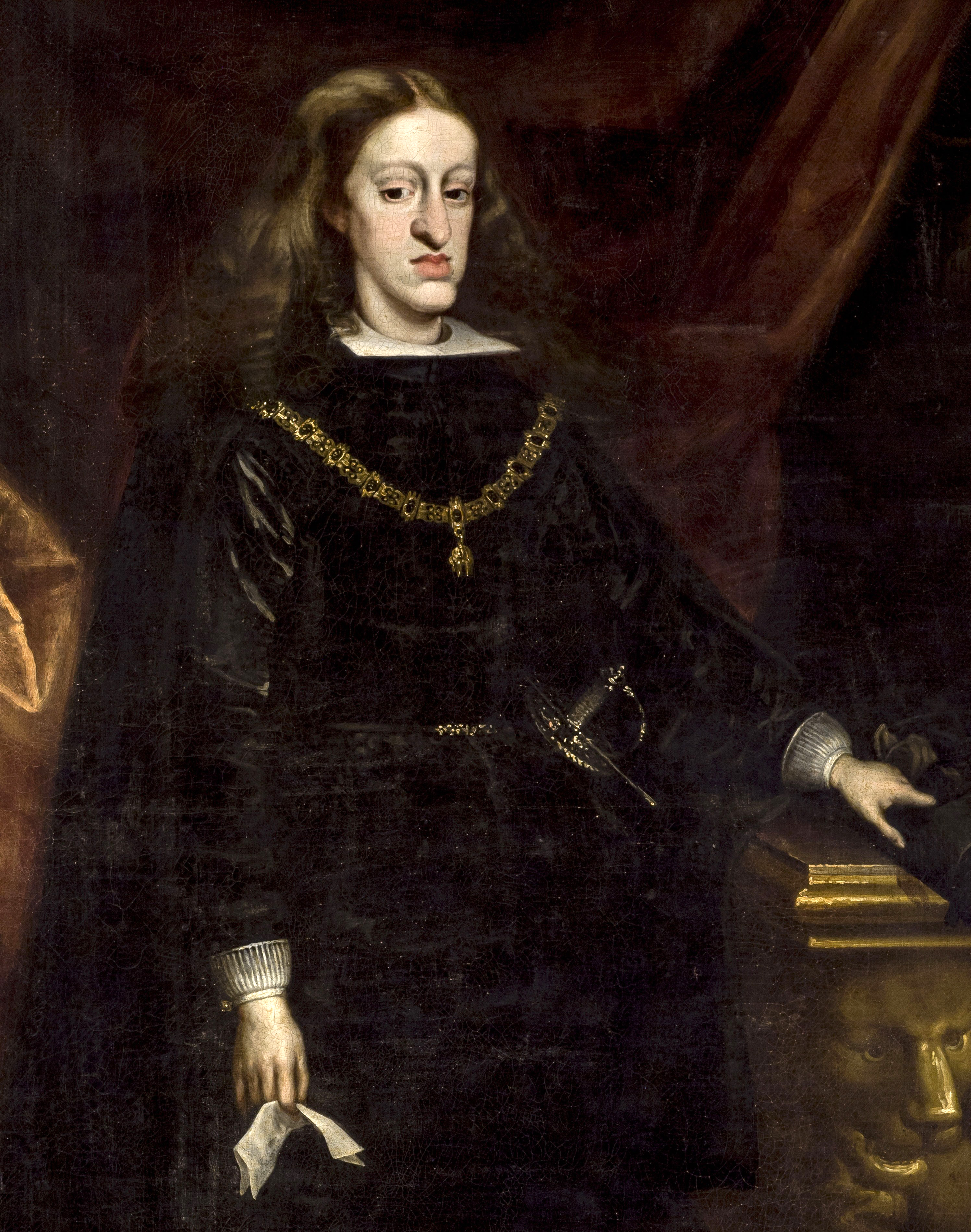
Carlos II de España, último rey español de la dinastía Habsburgo, por Juan Carreño de Miranda

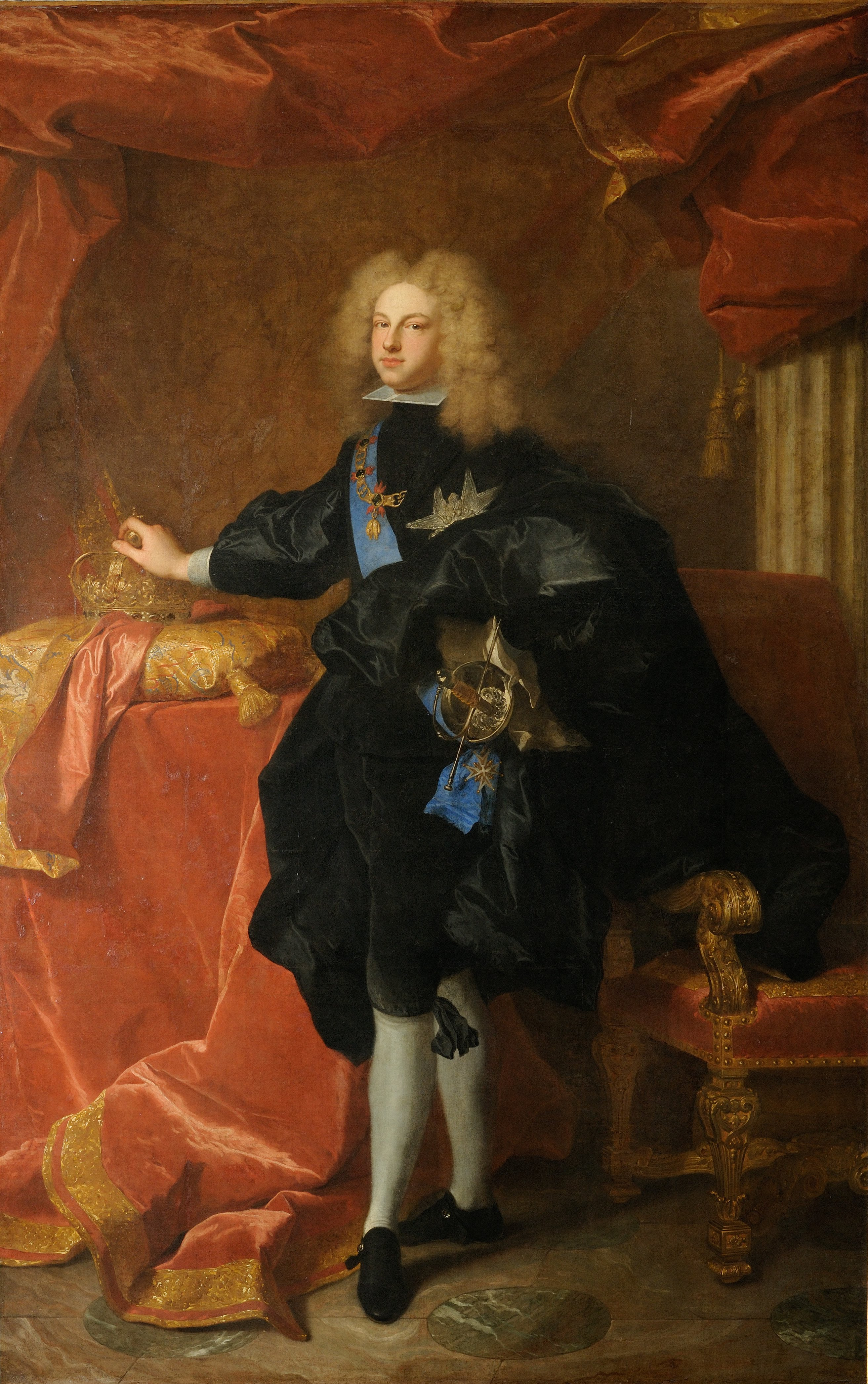
Felipe de Borbón, duque de Anjou, en 1701

En el testamento Carlos II establecía dos normas de gran importancia y que el futuro Felipe V no cumpliría. La primera era el encargo expreso a sus sucesores de que mantuvieran «los mismos tribunales y formas de gobierno» de su Monarquía y de que «muy especialmente guarden las leyes y fueros de mis reinos, en que todo su gobierno se administre por naturales de ellos, sin dispensar en esto por ninguna causa; pues además del derecho que para esto tienen los mismos reinos, se han hallado sumos
inconvenientes en lo contrario». Así decía que la «posesión» de «mis Reinos y señoríos» por Felipe de Anjou y el reconocimiento por «mis súbditos y vasallos... [como] su rey y señor natural» debía ir precedida por «el juramento que debe hacer de observar las leyes, fueros y costumbres de dichos mis Reinos y señoríos», además de que en el resto del testamento se incluían nueve referencias directas más al respeto de las «leyes, fueros, constituciones y costumbres». Según Joaquim Albareda, todo esto manifiesta la voluntad de Carlos II de «asegurar la conservación de la vieja planta política de la monarquía frente a previsibles mutaciones que pudieran acontecer, de la mano de Felipe V». La segunda norma era que Felipe debía renunciar a la sucesión de Francia, para que «se mantenga siempre desunida esta monarquía de la corona de Francia».
En principio Felipe V cumplió el primer requisito del testamento —no así el segundo cuando Luis XIV reconoció sus derechos al trono de Francia—. Fue proclamado rey por las Cortes de Castilla reunidas el 8 de mayo de 1701 en el Real Monasterio de San Jerónimo, el 17 de septiembre juraba los fueros del reino de Aragón y el 4 de octubre de 1701 las Constituciones catalanas. Poco después inauguraba las Cortes catalanas en las que hizo importantes concesiones —como la creación del Tribunal de Contrafacciones—, reforzándose así la concepción pactista de las relaciones entre el soberano y sus vasallos. Como recordó un memorial presentado por las instituciones catalanas: «en Cataluña quien hace las leyes es el rey con la corte» y «en las Cortes se disponen justísimas leyes con las cuales se asegura la justicia de los reyes y la obediencia de los vasallos». Por su parte las Cortes del reino de Aragón, presididas por la reina ya que Felipe embarcó el 8 de abril desde Barcelona hacia el reino de Nápoles, no llegaron a clausurarse a causa de la marcha de la reina a Madrid, quedando pendientes de resolverse la peticiones de los cuatro brazos que la componían. Las Cortes del reino de Valencia nunca llegaron a convocarse.
La primera reforma que introdujo Felipe V fue en la corte de Madrid. Siguiendo las indicaciones del embajador francés marqués de Harcourt, formó un «consejo de Despacho» —máximo órgano de gobierno de la Monarquía por encima de los Consejos establecidos por los Austrias— al que pronto se unió el embajador francés, por imposición de Luis XIV, ya que en seguida quedó claro, según la historiadora francesa Janine Fayard, que «Luis XIV iba a actuar como el verdadero dueño de España». Así en junio de 1701 envió a la corte de Madrid a Jean Orry para que se ocupara de sanear y aumentar los recursos de la Hacienda de la Monarquía.

### La rebelión austracista de la Corona de Aragón y la decisión final sobre la Nueva Planta
Fue el alineamiento de los Estados de la Corona de Aragón con el archiduque Carlos lo que abrió el debate entre los consejeros de Felipe V (y de Luis XIV) sobre la modificación de la estructura política la monarquía compuesta de los Austrias. Así el embajador francés Michel-Jean Amelot defiende la abolición de los fueros e instituciones propias de los estados "rebeldes" de la Corona de Aragón porque «por más afectos que sean al rey, siempre lo serán mucho más a su patria», mientras que el Consejo de Aragón se opone pidiendo que cualquier «innovación» que se quiera introducir se posponga hasta después de la guerra, aunque sin dejar de reconocer que «la subsistencia de los fueros, libertades y privilegios penden del absoluto arbitrio del soberano» —rompiendo así con el pactismo que tradicionalmente había defendido el Consejo—.
Ya en septiembre de 1705, cuando Barcelona se proclama a favor del archiduque Carlos, el irlandés católico Tobías de Bourk, colaborador del duque de Berwick, escribe al secretario de Estado francés, el marqués de Torcy, dándole su opinión de que Felipe V debía aprovechar la rebelión para ser «el señor absoluto de las provincias» de las que solo lo era nominalmente, aboliendo «los extravagantes privilegios» de que gozaban. De la misma opinión era el arzobispo de Zaragoza, Antonio Ibáñez de la Riva, cuando afirmaba ese mismo año que el rey «estaba atado por los fueros». En abril de 1706 Amelot opinaba, refiriéndose a Cataluña, que había que acabar con sus privilegios y construir una ciudadela en Barcelona que pagaran sus habitantes.
La victoria borbónica en la batalla de Almansa el 25 de abril de 1707 y la consiguiente conquista de los reinos de Valencia y de Aragón, aceleraron la toma de decisiones. Cuando el 11 de mayo entró en la ciudad de Valencia el duque de Berwick hizo una primera advertencia de lo que podían esperar la ciudad y el Reino del nuevo poder borbónico:

Este Reyno [sic] ha sido rebelde a Su Magestad [Felipe V] y ha sido conquistado, haviendo [sic] cometido contra Su Magestad una grande alevosía, y assí [sic] no tiene más privilegios ni fueros que aquellos que su Magestad quisiere conceder en adelante.

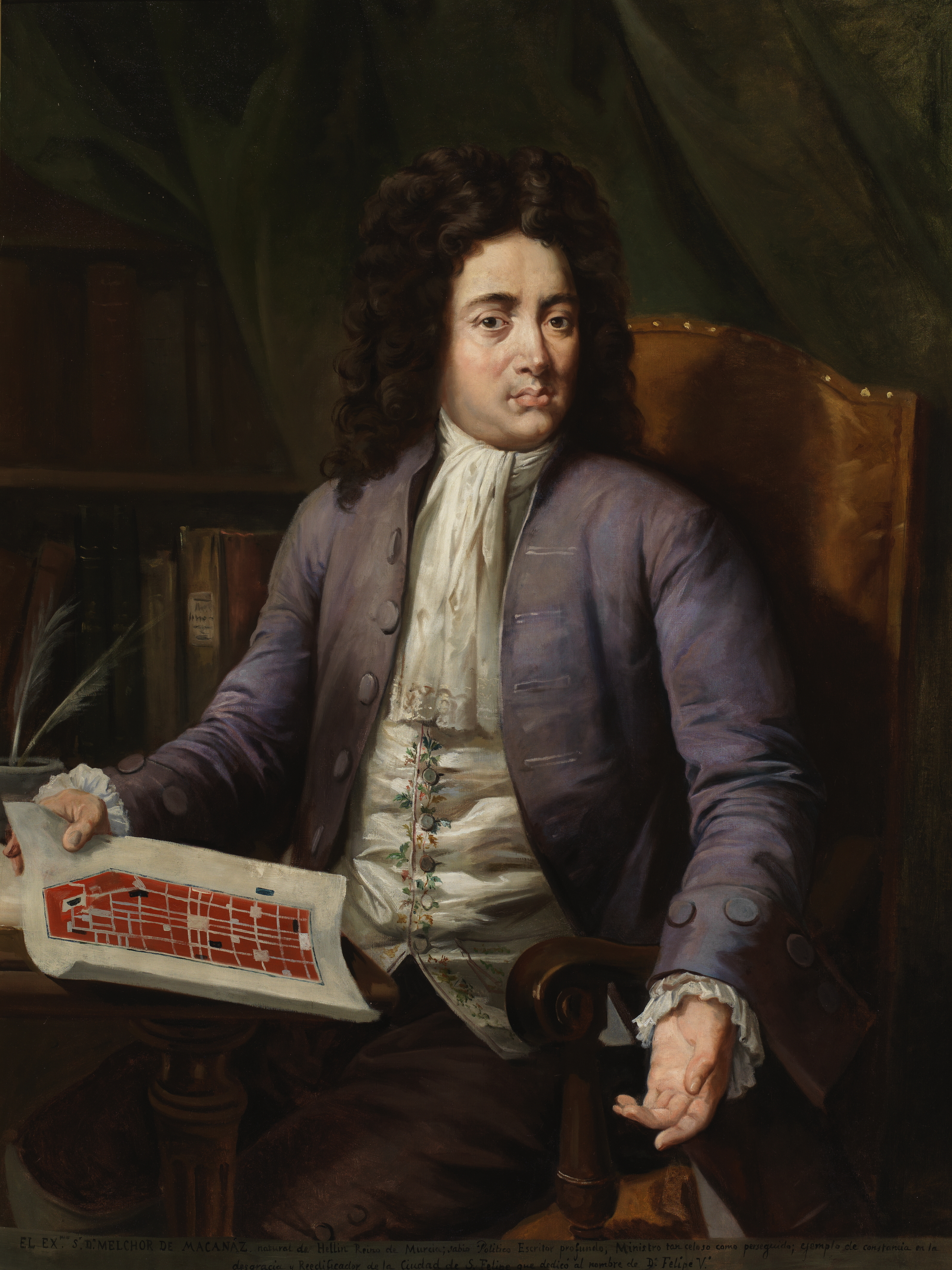
Melchor Rafael de Macanaz, al que se atribuye la redacción de Decreto de Nueva Planta de Aragón y de Valencia, aparece retratado con el plano de la Colonia de San Felipe que se tenía que edificar sobre la destruida Játiva.

Por esas mismas fechas en la corte de Madrid Melchor de Macanaz preparaba un informe que presentó el 22 de mayo, en el que retomaba el proyecto del conde-duque de Olivares de 75 años antes recomendando que Felipe V aprovechara la «occasione» para dejar de ser un «rey esclavo» de los fueros y se hiciera efectivamente "rey de España", como decía el Memorial secreto del Conde-Duque. Macanaz también decía en su informe:

Con las armas en la mano todo se consigue... Si al tiempo de sujetar a los pueblos rebeldes no se les desarma y da la ley, se necesitará después de nuevas fuerzas para conseguirlo

En ese mismo mes de mayo en una reunión del Despacho se acordó «establecer las leyes que fuera servido con plena libertad y sin limitación alguna, ni atención a los fueros que han tenido por lo pasado». El 16 de mayo Luis XIV interviene en el debate decantándose a favor de la postura abolicionista defendida por Amelot para afianzar así el poder absoluto de Felipe V:

Una de las primeras ventajas que el rey mi nieto obtendrá sin duda de su sumisión [de los estados de la Corona de Aragón] será la de establecer allí su autoridad de manera absoluta y aniquilar todos los privilegios que sirven de pretexto a estas provincias para ser exentas a la hora de contribuir a las necesidades del Estado

El 15 de junio Amelot escribía a Luis XIV volviendo sobre la idea de aprovechar la guerra para imponer las leyes de Castilla a los territorios conquistados de Valencia y de Aragón, añadiendo a continuación que valencianos y aragoneses al ser naturalizados castellanos obtendrían ventajas que les compensarían por la pérdida de sus fueros. El 27 de junio Luis XIV insistía en que «el mantenimiento de estos privilegios era una carga perpetua a la autoridad real». El 29 de junio Felipe V promulgaba en Madrid el decreto de Nueva Planta en el que abolía y derogaba los fueros de los reinos de Aragón y de Valencia. Tres semanas después recibía la felicitación de Luis XIV por haber implantado allí las leyes de Castilla.

## Los Decretos de Nueva Planta en la Corona de Aragón

### El Decreto de Nueva Planta de los reinos de Aragón y de Valencia

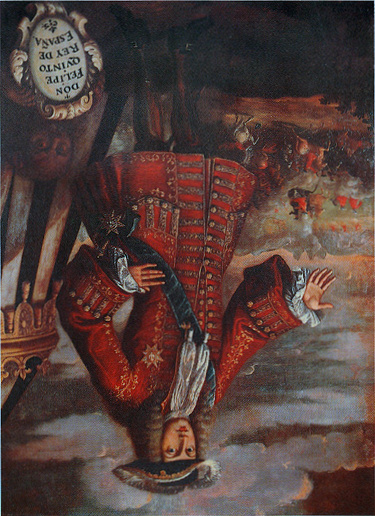
Retrato de Felipe V del Museo de l'Almudí (Játiva), expuesto cabeza abajo por haber incendiado la ciudad en 1707.

El 29 de junio de 1707 Felipe V promulga el Decreto de Nueva Planta en el que declara «abolidos y derogados todos los referidos fueros, privilegios, práctica y costumbre hasta aquí observados en los referidos reinos de Aragón y Valencia, siendo mi voluntad que éstos se reduzcan a las leyes de Castilla, y al uso, práctica y forma de gobierno que se tiene y ha tenido en ella, y en sus tribunales sin diferencia alguna en nada». El proceso culmina el 15 de julio cuando Felipe V liquida el Consejo de Aragón, «porque con esta disposición se logra el importante fin de la uniformidad que tanto deseo haya entre mis vasallos».
Su promulgación, más que una medida innovadora surgida de las coyunturas de la guerra, es la evolución de proyectos anteriores que habían fracasado, como el del conde-duque de Olivares, causa de la guerra de 1640.
La abolición de los «fueros, privilegios, prácticas y costumbres hasta aquí observadas en los referidos reinos de Aragón y de Valencia» se justificó en el decreto sobre la base de tres argumentos:
- El primero, la ruptura del juramento de fidelidad hecho al rey —«por la rebelión que cometieron, faltando enteramente al juramento de fidelidad que me hicieron como a su legítimo Rey y Señor»—;
- el segundo, el dominio absoluto del que gozaba el rey en todos los reinos y estados de su Monarquía —«y tocándome el dominio absoluto de los referidos reinos de Aragón y Valencia... considerando también que uno de los principales atributos de la soberanía es la imposición, y derogación de las leyes, las cuales, con la variedad de los tiempos y mudanzas de costumbres podría yo alterar»—.
- Y el tercero el derecho de conquista que le permitía imponer su ley en los territorios vencidos —«del justo derecho de la conquista que de ellos han hecho últimamente mis armas con el motivo de su rebelión»—.

Según algunos historiadores el primer y el tercer argumentos eran ciertos desde la óptica del bando felipista —no así desde la del bando austracista— pero el segundo era muy discutible «ya que la Corona de Aragón, mediante el pactismo, mantenía cauces distintos de relación con la monarquía que condicionaban sobremanera la soberanía real». De todas formas el decreto de Nueva Planta, como ha destacado Carme Pérez Aparicio, fue «el golpe de gracia para el Reino de Valencia», y también para el de Aragón.
El Decreto de Nueva Planta obedeció al deseo de llevar a «todos mis reinos de España a la uniformidad de unas mismas leyes, usos, costumbres y Tribunales». Se impuso una nueva organización político-administrativa basada en la de Castilla, siguiendo el modelo centralista de la monarquía absolutista francesa.
El 3 de abril de 1711 se dictó un segundo decreto exclusivo para el Reino de Aragón por el que se restablecía parte del derecho aragonés otorgándose una nueva organización o planta a la Audiencia de Aragón, cuya sede estaba en Zaragoza. En el caso de Aragón la asimilación de la lengua castellana fue menos traumática, puesto que el idioma propio, el aragonés, había sido sustituido en la administración por el castellano. Sin embargo la imposición del castellano en las clases populares tuvo un impacto similar al del resto de territorios.

### Los Decretos de Nueva Planta del Principado de Cataluña y del Reino de Mallorca
El 28 de noviembre de 1715 se publicó el Decreto de Nueva Planta del Reino de Mallorca, más complaciente y fruto de una actitud más benévola.
El decreto que afectaba al Principado de Cataluña se dictó el 9 de octubre de 1715, despachado por Real Cédula con fecha de 16 de enero de 1716.
- Abolía las Cortes y el Consejo de Ciento.
- Además se sustituía al virrey por un capitán general, al igual que en el resto de los reinos de la Corona de Aragón, y se dividía Cataluña en doce corregidurías, como Castilla y no en las tradicionales veguerías,[27] no obstante los Batlles se mantienen.
- Se prohíben los somatenes (milicias populares armadas de Cataluña y Aragón).
- Se estableció el catastro gravando propiedades urbanas y rurales y los beneficios del trabajo, el comercio y la industria.
- Igualmente, el idioma oficial de la Audiencia dejó de ser el catalán y se sustituyó por el castellano.[28][29]

El decreto mantiene el derecho civil, penal y procesal, al igual que el Consulado del Mar y la jurisdicción que este ejercía, y no afectó al régimen político-administrativo del Valle de Arán por lo que este no fue incorporado a ninguno de los nuevos corregimientos en que se dividió el Principado de Cataluña.
En la cuestión lingüística, a pesar de que el catalán dejó de ser la lengua oficial y todos los documentos de las diversas instituciones fueron redactados obligatoriamente en castellano, el siglo XVIII fue uno de los más fructíferos en cuanto a publicación de defensas de la lengua catalana, gramáticas y diccionarios, y el catalán siguió usándose tanto en la documentación notarial como en la literatura no oficial. De todas formas se acentuó la castellanización de la cultura que venía dándose a lo largo de toda la Edad Moderna, de tal modo muchos escritores catalanes de los siglos XVI y XVII escribieron en castellano, aunque generalmente estos autores no aparecen en las historias de la literatura catalana de esta época.

### El fin de los estados de la Corona de Aragón
En resumen, como resultado de los decretos, los antiguos reinos de la Corona de Aragón perdieron sus instituciones político-administrativas aunque, salvo Valencia, mantuvieron su derecho privado propio. No fueron una adaptación total a las leyes de Castilla, ya que, además, mantuvieron un régimen tributario diferente al castellano, y Cataluña siguió gozando de la exención de quintas. Se implantó el absolutismo. Las cortes de los distintos territorios fueron disueltas y se concedió a algunas poblaciones el derecho de asistir a las cortes castellanas, reconvertidas ya en cortes comunes a toda España, salvo Navarra, que mantuvo sus cortes reales hasta 1841. En 1709 asistieron a las Cortes representantes de Aragón y Valencia, y a las de 1724 también asistieron representantes de Cataluña. Se modificaron los mecanismos de elección de los gobiernos municipales adaptándolos a las normas de Castilla. Los municipios importantes pasaron a ser regidos por un corregidor, y los cabildos locales por un regidor, que en Aragón pasaron a ser hereditarios, por lo que, a finales del siglo XVIII casi todos los cargos estaban ocupados por miembros de la nobleza. Los batlles locales, que ayudaban a los regidores, eran nombrados cada año por la Audiencia.

## Los Decretos de Nueva Planta en la Corona de Castilla
Los Decretos de Nueva Planta en la Corona de Castilla y documentos similares, también conocidos como Decretos de Nueva Planta, fueron publicados para la reordenación de las Reales Audiencias y Reales chancillerías en la Corona de Castilla y sus territorios, ahora organizados en provincias e intendencias, y desapareciendo los reinos tradicionales para siempre. Estos decretos supusieron el toque de gracia de la polisinodia hispánica, sistema de gobierno de España establecido en tiempo de los Reyes Católicos y basado en el respeto a las tradiciones jurídicas de cada territorio de la Corona, y caracterizado por la creación de los Consejos, aunque no desaparecería hasta la Constitución de 1812.
El 10 de noviembre de 1713 se publica el Real Decreto sobre la planta del Consejo y sus Tribunales, para la reforma de los consejos de Estado, de Castilla, de Hacienda y de Indias, y otro similar en 1714 se aplicará al Consejo de Guerra. Por esta normativa, el Consejo de Estado es privado de todas sus funciones que pasan al Consejo de Castilla, institución a la que también se había incorporado el antiguo Consejo de Aragón, según el Decreto aragonés. Con estos decretos de Nueva Planta, o nueva organización, se realiza una reforma del Consejo de Castilla para convertirlo en órgano superior de la estructura monárquica, a modo de consejo de gobierno, y el resto de los consejos (Guerra, Indias, Hacienda, Inquisición) pasan a ver muy menguadas sus funciones. El Consejo de Castilla pierde, de esta manera, su carácter territorial específico.
Por Real Cédula del 4 de agosto de 1715 se anula el Real decreto de 10 de noviembre de 1713 en lo referente a Hacienda.
El 9 de junio de 1715 se reconoce que la nueva planta ha originado confusión, por lo que se restablece el modelo tradicional para el Real y Supremo Consejo de Castilla, que sigue ostentando el papel primordial que siempre había tenido en la Administración Pública. El presidente, como presidente de Castilla, es el segundo magistrado después del Rey, preside las Cortes y el Consejo de Órdenes, y, hasta Carlos III, el cargo tiene carácter vitalicio.
Un efecto de la aplicación de la Nueva Planta en la Corona aragonesa fue la supresión de las Cortes de los reinos excepto Navarra. A partir de ese momento, los representantes de los reinos de la Corona de Aragón se reunirán en unas cortes únicas, comunes a toda España salvo Navarra. Las reuniones celebradas en el siglo XVIII, como cortes generales el reino, solo se hicieron para hacer las peticiones que el rey deseaba y para jurar al heredero del reino. Desaparece la legislación de Cortes y el derecho se crea solo a través de Reales Órdenes y Decretos, desapareciendo poco a poco las pragmáticas.
Para los reinos castellanos estas leyes suponen la anulación de las idiosincrasias particulares y de los fueros y libertades de los municipios, y la conversión del derecho común castellano en corpus doctrinal de las leyes para todos los territorios de la Corona excepto Navarra. Es más, su principal institución de gobierno, el Consejo de Castilla, pasa a convertirse en efectivo gobierno de la totalidad del Reino de España con la excepción de Navarra, que mantiene los privilegios derivados de su condición de Reino hasta 1841. Desaparece el privilegio de extranjería —impuesta en el decreto aragonés—, que impedía, por ejemplo, que un castellano ocupara un cargo en Aragón, o que un aragonés lo hiciese en Castilla.

### Algunas fechas notables
- 6 de marzo de 1701. Felipe V establece que el Consejo de Castilla quede formado por el presidente o gobernador, 20 oidores y el fiscal, para sus cuatro salas, confirmando el decreto de Carlos II de 17 de julio de 1691.[23]
- 10 de noviembre de 1713, confirmado y ampliado por declaraciones de 1 de mayo y 16 de diciembre de 1714. Se da nueva planta a los consejos.[23]
- 9 de junio de 1715. Visto que la nueva planta ha ocasionado desórdenes y confusión, se vuelven a establecer los consejos según el modelo tradicional.[23]

### Aplicación de la Nueva Planta en América hispana
Las Indias también fueron afectadas por las reformas. Los tres primeros decretos (1717 y 1718) crearon el Virreinato de Nueva Granada y pasan a abolir la encomienda y se modifica la organización interna de los virreinatos, gobernaciones y capitanías generales.
En 1719 se reforma el Consejo de Indias, que ve reducida su actuación a lo judicial, y supone, de hecho, la casi abolición de las Leyes de Indias: con la aplicación preferente del derecho común castellano, el efecto de la desaparición de los privilegios jurídicos de los indios en la sociedad virreinal es muy perjudicial para estas comunidades, ahora indefensas ante la presión de los criollos.
Aunque no relacionado con los decretos de nueva planta, sino por la pérdida de calado del río Guadalquivir, en 1707 se traslada la Casa de la Contratación y la exclusividad del comercio de Indias a Cádiz en detrimento de Sevilla, exclusividad que se mantiene hasta el tercer cuarto del siglo (1778), aunque la desaparición del derecho de extranjería permite a los comerciantes de cualquier procedencia española, especialmente catalanes, a realizar expediciones comerciales propias a América, sin dependencia de ningún asentador castellano.

## Consecuencias de los Decretos de Nueva Planta

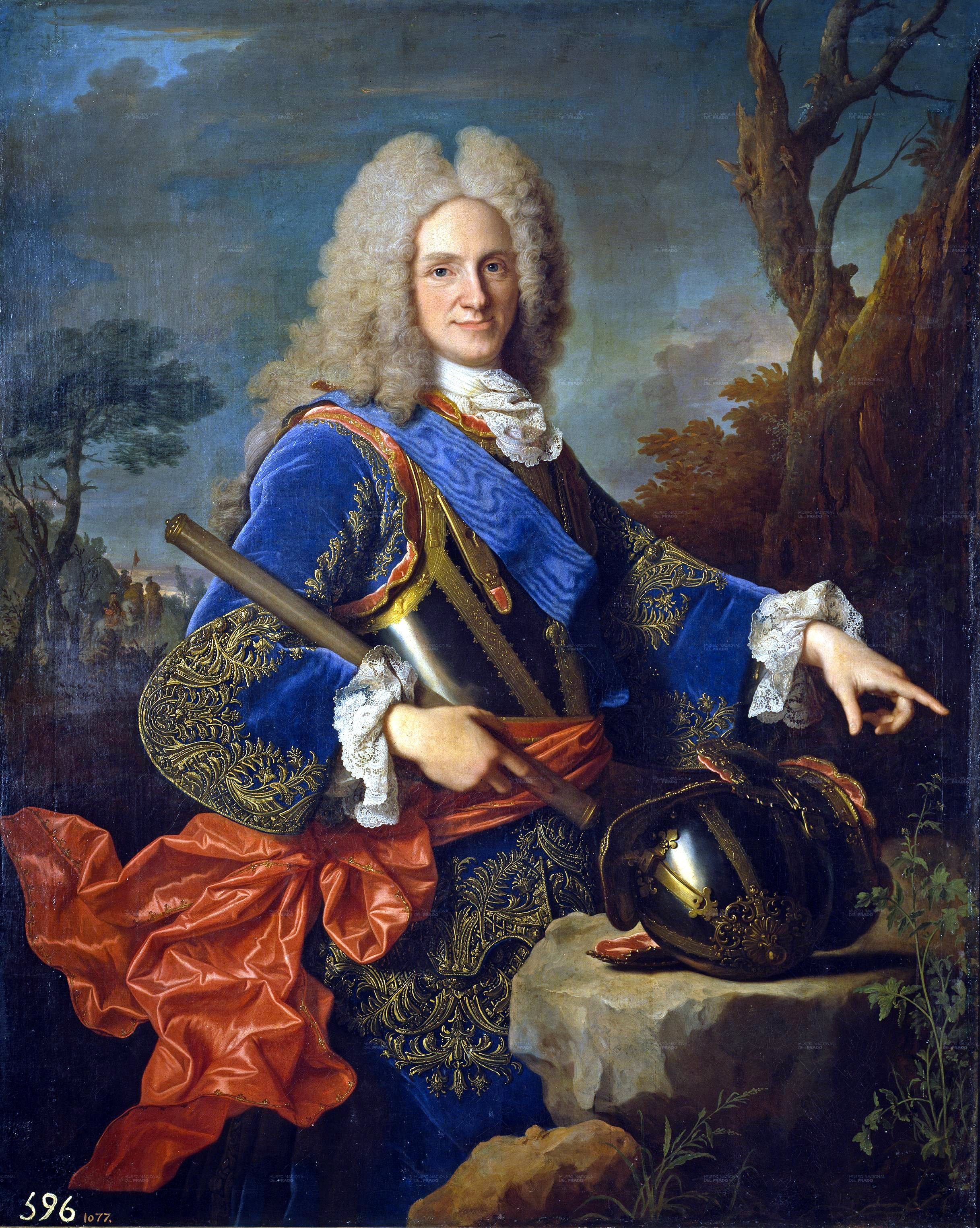
Retrato de Felipe V de España de Jean Ranc (1723)

El desenlace de la guerra de sucesión española supuso la entronización de la nueva dinastía borbónica, a costa de la pérdida de sus posesiones en Italia y los Países Bajos, más Gibraltar y Menorca, y de la pérdida del control del comercio con el Imperio de las Indias, a causa de la concesión a los británicos del asiento de negros y del navío de permiso. Con todo ello se produjo, según Joaquim Albareda, "la conclusión política de la decadencia española". Así pues, Felipe V fracasó en la misión por la que fue elegido como sucesor de Carlos II: conservar íntegros los territorios de la monarquía.
A nivel interno Felipe V puso fin a la Corona de Aragón por la vía militar y abolió las instituciones y leyes propias que regían los estados que la componían, instaurando en su lugar un Estado absolutista, centralista y uniformista, inspirado en la Monarquía absoluta de su abuelo Luis XIV y en algunas instituciones de la Corona de Castilla. Así pues, se puede afirmar que los grandes derrotados de la guerra fueron los austracistas defensores no solo de los derechos de la dinastía de los Austrias sino del mantenimiento del carácter "federal" de la Monarquía Hispánica.
Según el historiador Ricardo García Cárcel, la victoria borbónica en la guerra y la aplicación de los Decretos de Nueva Planta supuso el «triunfo de la España vertical sobre la España horizontal de los Austrias», entendiendo por ‘España horizontal’, la «España austracista», la que defiende «la España federal que se plantea la realidad nacional como un agregado territorial con el nexo común a partir del supuesto de una identidad española plural y “extensiva”», mientras que la ‘España vertical’ es la «España centralizada, articulada en torno a un eje central, que ha sido siempre Castilla, vertebrada desde una espina dorsal, con un concepto de una identidad española homogeneizada e “intensiva”».
Así pues, la llegada de los Borbones a la Corona española supuso un cambio radical en la concepción de la Monarquía de España: desde que los Reyes Católicos firmaran el segundo Tratado de los Toros de Guisando, se había establecido que los ocupantes de las coronas reunirían sus territorios in persona regis, manteniendo cada uno de ellos sus particularidades jurídicas y de gobierno. Estas peculiaridades fueron conservadas, aunque con modificaciones, por la Casa de Austria, pero fueron eliminadas por Felipe V tras su victoria en la guerra, excepto para el Reino de Navarra, el Señorío de Vizcaya, Álava y Guipúzcoa, que mantuvieron sus fueros e instituciones propias al haberse mantenido fieles a la causa borbónica
Al recibir los territorios de Carlos II en herencia, y tras la guerra de sucesión, Felipe de Anjou y sus consejeros, apoyados por la corte del Rey Sol, abordaron la modificación del estatus jurídico y administrativo de sus territorios, para acercarlo al modelo centralista y absolutista de la Monarquía Luis XIV. Para desarrollar este programa político se marcaron los siguientes objetivos:
- Unificar las formas de gobierno en todos los territorios, lo que significaba la desaparición de las instituciones propias de los estados de la Corona de Aragón, sustituidas por otras nuevas que seguían el modelo castellano o francés, y la centralización del poder en las manos del monarca. Lo que iría acompañado de la creación de un corpus jurídico común —las leyes de Castilla, lo que significaba la abolición de la mayor parte de los fueros, regímenes jurídicos y privilegios privativos de los reinos y estados no castellanos.
- Eliminar los privilegios de extranjería, lo que significaba que no habría distinción entre castellanos, aragoneses, catalanes, valencianos y mallorquines a la hora de ocupar cargos en la Monarquía, las Indias y las distintas "provincias". Esto también supondría también la eliminación de fronteras y aduanas interiores, facilitando el comercio.
- Crear nuevas instituciones de gobierno que respondan a esta nueva organización, lo que significa el fin del régimen polisinodial.

El programa de reformas se rige, además, por una serie de criterios:
- Asegurar el poder supremo del Rey.
- Someter a todos sus súbditos a un mismo ordenamiento jurídico, el de Castilla.
- Mantener, hasta el límite de lo posible, las divisiones, instituciones y nombres tradicionales. De esta manera, por ejemplo, el Consejo de Indias, aunque mantenga su nombre, pasa a ser únicamente un Tribunal Supremo para los pleitos de Indias, en cuanto las Leyes de Indias entran en conflicto con el derecho común castellano, mientras que la mayoría de sus funciones anteriores pasan a ser responsabilidad de la secretaría de Estado de Indias.[23]
- Realizar los menos cambios legislativos posibles. Por eso se reforman fundamentalmente las Reales Audiencias tomando la legislación castellana como base.[42]

Las consecuencias de este programa absolutista y centralista se concretaron en:
- La desaparición de los antiguos reinos (salvo el de Navarra) y el nacimiento de las provincias en la Península[43] y la generalización y la reorganización interna de los virreinatos, gobernaciones y capitanías generales en América.[44]
- Que el Consejo de Castilla (solo "de Castilla" en el nombre) pasa a asumir todas las tareas de gobierno (salvo en Navarra). El resto de consejos ven reducida su labor a aspectos judiciales y se les quitan las atribuciones gubernativas en beneficio de las secretarías de Estado.[23]
- La integración en las Cortes de Castilla, de representantes de Aragón, Valencia, Cataluña y Mallorca.
- La aplicación de un solo derecho común castellano para todos los súbditos, con la consiguiente anulación de usos y costumbres y de derechos particulares (siempre que entren en conflicto con la legislación común) y la unificación del derecho procesal.[42]
- La aplicación de una sola lengua administrativa: el castellano, excepto en la Sala de Vizcaya de la Audiencia de Valladolid, en la que se permite el uso del euskera[45] de la Real Chancillería de Valladolid.